# Jeffrey Brammer
Jeffrey Brammer (Eibergen, 8 augustus 1986) is een Nederlands doelman die tegenwoordig uitkomt voor Topklasser HSC'21.
Brammer maakt in November 2008, samen met trainer Paul Krabbe de overstap van HSC'21 naar FC Emmen. Omdat zowel de eerste als tweede keeper van FC Emmen te maken hebben met blessures, maakt Brammer al snel zijn debuut voor FC Emmen. Na afloop van het seizoen 2008/09 keerde hij, wederom samen met Krabbe, terug bij HSC'21
Brammer was eerder actief in het betaalde voetbal bij Go Ahead Eagles.